# جبل الروضة
 جبل الروضة  هي سلسلة جبال تقع في سلطنة عمان.
« جبل الروضة » تقع في ولاية محضة هي إحدى ولايات محافظة البريمي ب سلطنة عمان.
تقع الجزء الرئيسى من « جبل الروضة » على طري دق حتا ، دبي ، والذي يمر في الجزء الشمالي من ولاية محضة في سلطنة عمان وتمتد الجبلا إلى قرية مزيرعة التي تتبع إمارات عجمان في دولة الإمارات العربية المتحدة.
ويوجد في « جبل الروضة » مجموعة من متنوعة من الطيور ومن الثديات لا سيما الثعالب. وتتواجد في العديد من أجزاءه من الأشجار سلم (شجر) و السمر و السدر و الغاف.
كما يوجد في « جبال خريمة» طيور برية مختلفة كـالقمري و الحجل و الصفرد و حمام البري المطوق و الأسرد و الحجل الرملي و فاختة النخيل و القبرة الصحراوية.